# Raymond Langlois
Pour l’article homonyme, voir Langlois.
Raymond Langlois (né le 10 avril 1936 et mort le 12 août 1996) est un professeur et homme politique fédéral du Québec.

## Biographie
Né à Wolseley en Saskatchewan, M. Langlois devient député du Parti Crédit social du Canada dans la circonscription fédérale de Mégantic en 1962. Il fut réélu en 1963 et en 1965. Ne se représentant pas en 1968 puisque la circonscription fut abolie, il tenta de revenir dans Lapointe en 1972, mais fut défait par le libéral Gilles Marceau.